# Iporã
Iporã este un oraș în Paraná (PR), Brazilia.